# Lars Vilks

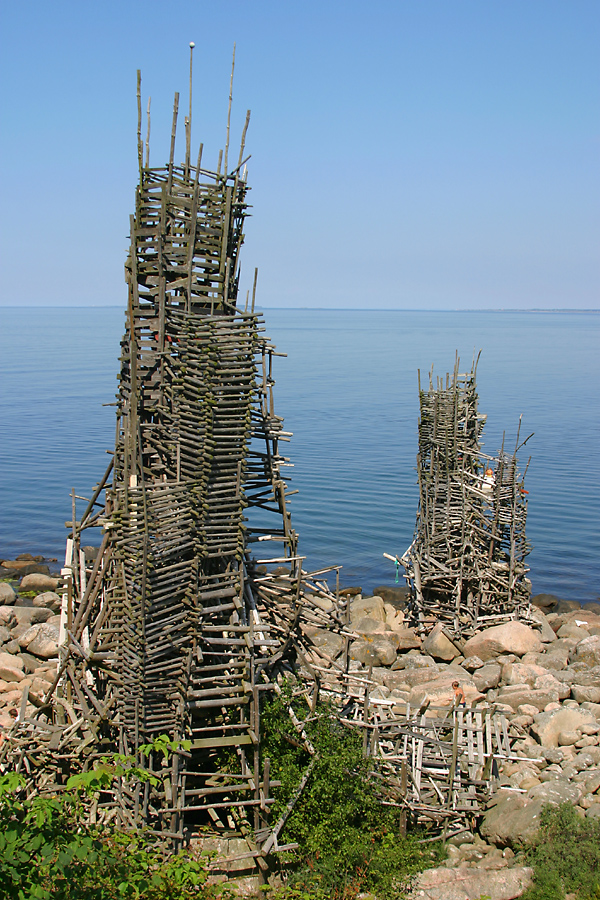
Träskulpturen Nimis av Vilks i Kullaberg.

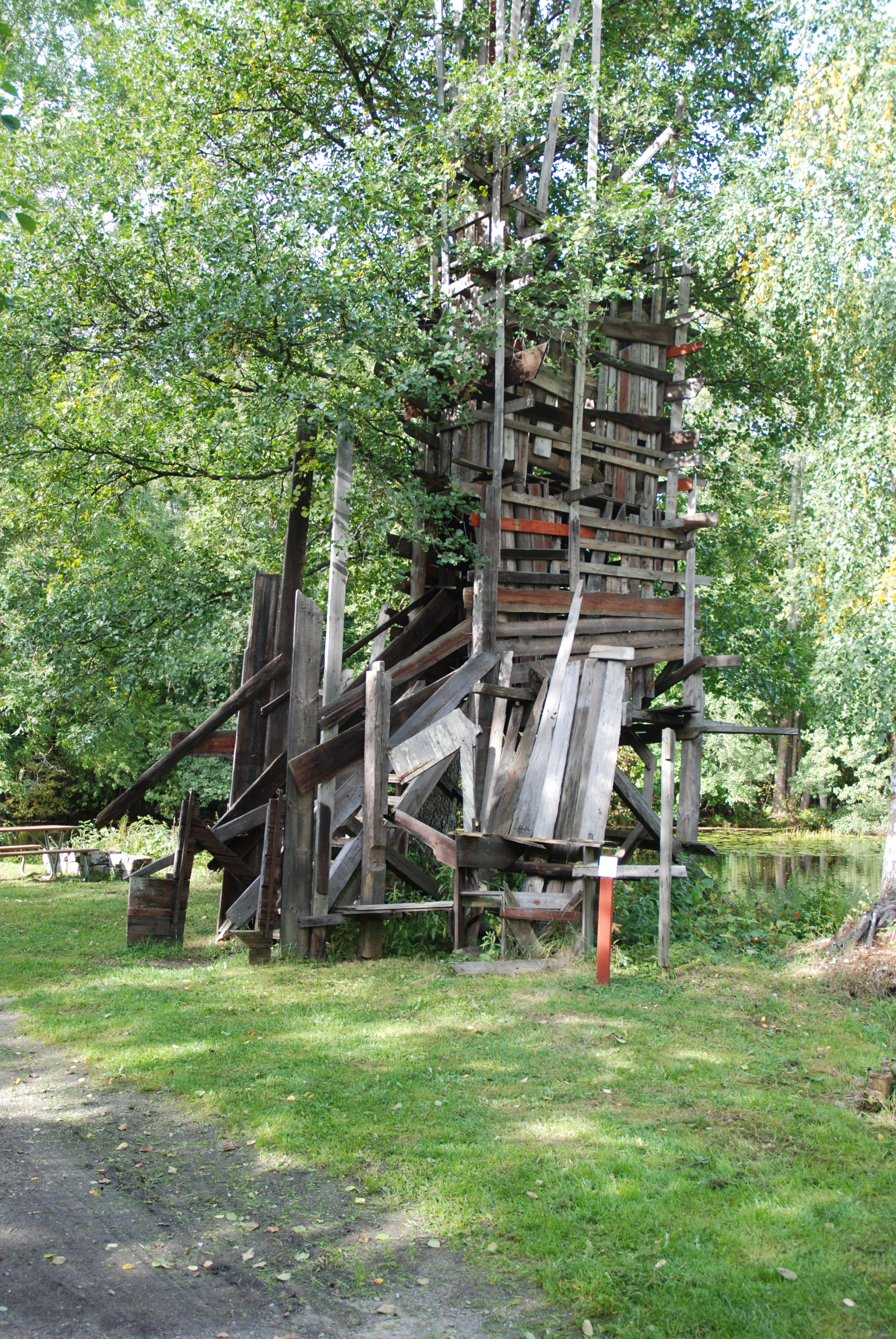
Servicetornet Livslögnen i Engelsbergs skulpturpark, 2010.

Lars Endel Roger Vilks, född 20 juni 1946 i Helsingborg, död 3 oktober 2021 i en bilolycka utanför Markaryd, var en svensk konstnär, konstvetare, författare och debattör.
Lars Vilks var bland annat känd för sitt kontroversiella konstverk Nimis, placerat i Kullabergs naturreservat alternativt i den av Vilks skapade staten Ladonien, där även hans bokverk Arx finns att beskåda. Andra kontroversiella konstverk var hans teckning av Muhammed som rondellhund. Han gjorde även världens största rondellhund. Som konstteoretiker argumenterade han för det institutionella konstbegreppet, i huvudsak genom sin blogg.

## Konstnärlig verksamhet
Lars Vilks, som hade lettisk-svenska föräldrar, var självlärd som konstnär men akademiskt utbildad som konstteoretiker med en filosofie doktorsexamen i konstvetenskap vid Lunds universitet 1987. Han var därefter tillförordnad professor i konstteori vid Kungliga Konsthögskolan i Stockholm. Han undervisade på Statens Kunstakademi i Oslo från 1988 till 1997 och var sedan professor i konstteori vid konsthögskolan i Bergen fram till 2003.
Inledningsvis ägnade han sig på 1970-talet åt måleri, men karaktäriserade själv sin hantverksskicklighet som måttlig. Mot slutet av 1970-talet började han att arbeta med konceptuella konstprojekt, exempelvis Engångsuniversitetet 1978 och tillsammans med Leif Eriksson kuraterade han utomhusutställningen Time Fuse Attitudes 1979, i Kullabergs naturreservat, som samlade ett antal verk av dåtidens mer namnkunniga internationella konceptkonstnärer. Sin verksamhet med skulpturala verk, som upptagit huvuddelen av hans konstnärliga bana, inleddes 1980 då Nimis påbörjades. Vid denna tid gjorde postmodernismen sitt definitiva intåg på den svenska konstscenen och Vilks var del av denna rörelse med konceptuellt inriktade konstnärer som tog avstånd från modernismens estetik. Han lämnade bland annat in sig själv till vårsalongen på Vikingsberg i Helsingborg och omvandlade sin egen bil till ett konstverk på höstutställningen hos Skånes konstförening. Ett annat konstprojekt var skapandet av Ladonien, en fiktiv stat 1 km² stort, som utropades som självständig den 2 juni 1996.

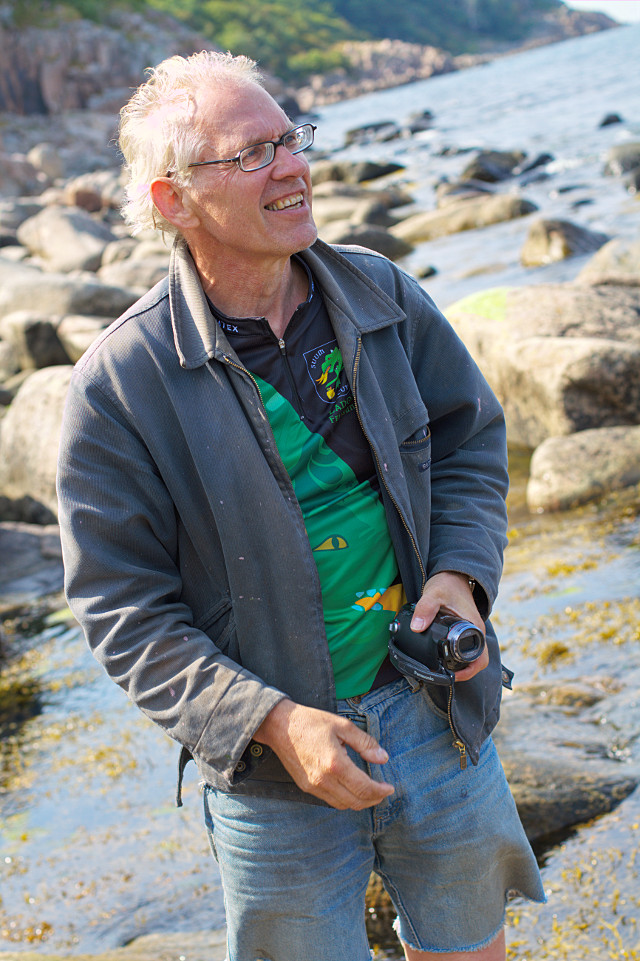
Lars Vilks 2012 under firande av Nimis 30-årsjubileum.

Vilks långvariga kontroverser med myndigheter till följd av hans verksamhet i naturreservatet Kullaberg, där Nimis, Arx och Ladonien finns, fick stor uppmärksamhet i svenska medier. Uppmärksamheten kring hans konstverk har gjort vissa av hans skulpturer till turistattraktioner.
Som konstteoretiker ägnade sig Vilks bland annat åt att kommentera sin egen konstnärliga verksamhet som om den utfördes av en annan person. Konstverken, Vilks själv, hans gärningar, myndighetsåtgärderna och den mediala uppmärksamheten bands således samman i ett allkonstverk.
Eftersom mycket av hans konst är platsspecifik och idébaserad finns få verk införlivade i samlingar. Ett är betongskulpturen Omfalos – 1,6 m hög och ett ton tung – som sedan 2003 ingår i Moderna museets samlingar, efter att den donerats av Ernst Billgren som köpt den för 10 000 kronor. Verket var centralt i separatutställningen Lars Vilks: Omfalos - på myndigheternas spelplan som Moderna museet arrangerade 2004. Ett annat verk i modernas samling är det grafiska bladet Från A till E från 1980. Andra skulpturala verk förekommer i skulpturparker och liknande, som Servicetornet Livslögnen i Engelsbergs skulpturpark.
| ”                          | Idag handlar konstnärlig kvalitet om att synas i medierna. Liksom att ha rätt socialt kontaktnät. Verket i sig är av underordnad betydelse. Det fruktbara förhållningssättet är istället att först göra en noggrann beskrivning av konstens villkor. Och därefter se ens möjligheter som konstnär. | „ |
| – Lars Vilks 27 juni 2012. | |   |

### Nimis
Nimis, vilket är latin och betyder 'för mycket', är ett skulpturalt konstverk av Vilks. Verket påbörjades 1980 och är byggt av drivved och spillved i Kullabergs naturreservat. Eftersom verket är placerat i oländig terräng blev inte myndigheterna medvetna om dess existens förrän 1982 och beslutade då att verket skulle rivas. Detta blev startpunkten för en lång rättslig process som Vilks inkorporerade i sin konstnärliga praktik och processen kom på så sätt att bli en del av verket. Det fysiska verket växte och mätte efter några år över 100 meter på längden och vissa av konstruktionens torn sträcker sig 25 meter upp i luften. Konstverket Nimis såldes 1984 till den tyska konstnären Joseph Beuys och efter dennes död såldes det vidare till konstnärsparet Jeanne-Claude och Christo 1986.

### Arx

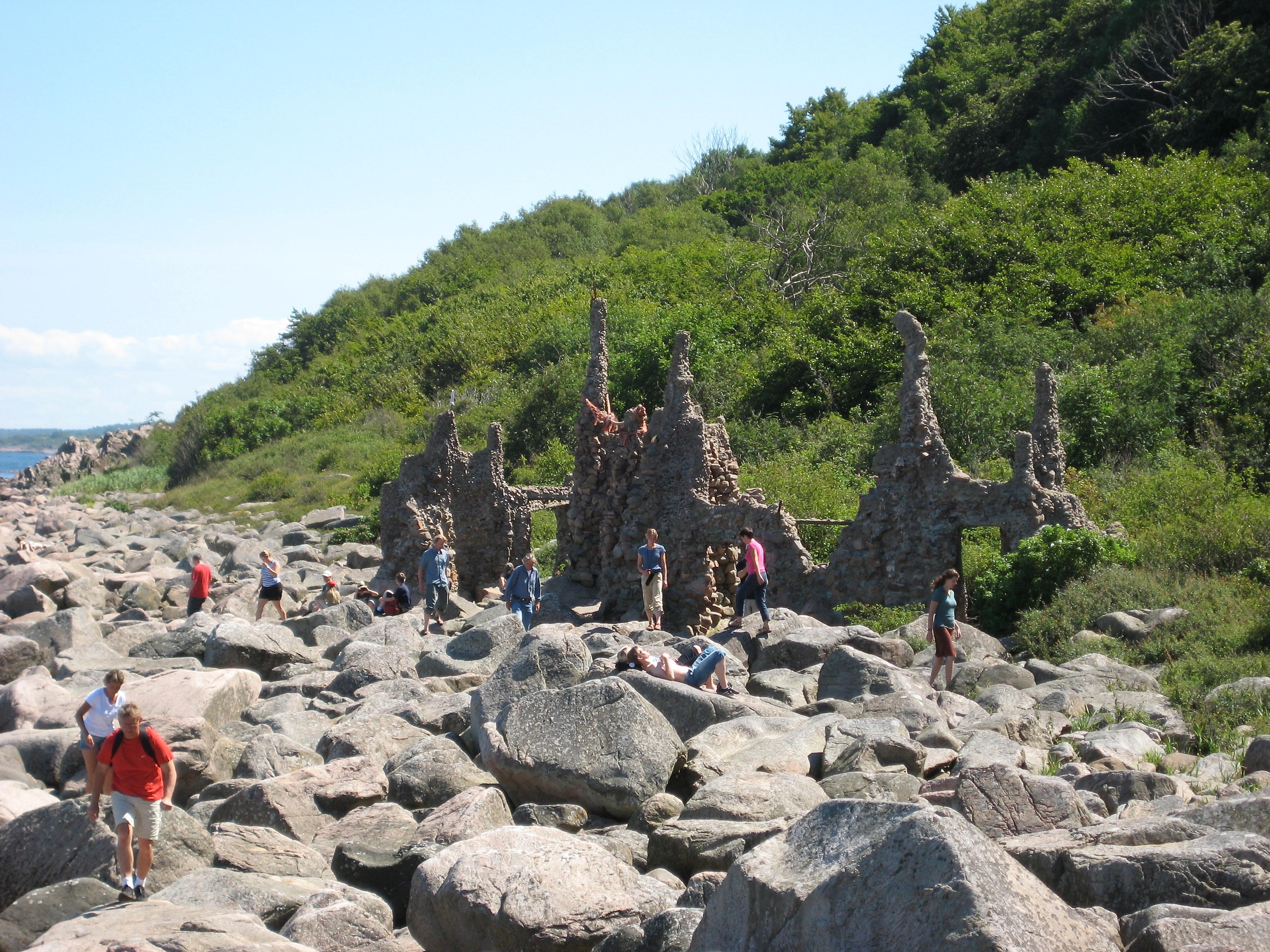
Arx i Ladonien.

Arx, vilket är latin och betyder 'fäste', är en skulptur som också är byggd i Kullabergs naturreservat. Skulpturen består av 150 ton sten och betong och bygget påbörjades 1991. Stenarna är markerade med sidnummer och bildar den så kallade boken Arx : en bok om det outsägliga, vilken fått numret ISBN 91-88248-47-X och finns katalogiserad i bibliotekskatalogen Libris 7770011. Boken har 352 "sidor" och gavs ut på förlaget Nya Doxa 1993. Eftersom Arx är byggd i ett naturreservat, och dessutom utan bygglov, dömdes Vilks av tingsrätten 1994 till 100 dagsböter à 100 kronor. Verket har skadats flera gånger av folk som försökt riva det med hjälp av släggor.

## Hot och attacker
Efter publiceringen av Muhammedbilden i Nerikes Allehanda 2007 har Lars Vilks vid flera tillfällen utsatts för hot och attacker. Paralleller kan dras till Muhammedbilderna i Jyllands-Posten.
Den 9 mars 2010 offentliggjordes ett åtal mot amerikanskan Colleen LaRose, även känd som Jihad Jane, där hon anklagades för försök att rekrytera islamiska terrorister att mörda Vilks. Samma dag arresterades sju personer i Irland i vad man antog var en komplott för att mörda Vilks. Fyra av de misstänkta släpptes utan åtal efter tre dagar. 
LaRose dömdes 2013 till tio års fängelse.
En kvinna, Jamie Paulin Ramirez, som var bland dem som greps på Irland och senare utlämnades till USA, dömdes i början av 2014 till åtta års fängelse.
I april 2014 meddelades domen på fem års fängelse av en amerikansk man som gripits 2011. Han ska ha stöttat terrorister och medverkat i samma kretsar som de två tidigare dömda från 2009, då han bara var 15 år gammal.
Den 11 maj 2010 gav Vilks en föreläsning om konst och yttrandefrihet vid Uppsala universitet, där han bland annat visade filmen Allah ho gaybar  av den iranska konstnären Sooreh Hera. I filmen ses bland annat homosexuella män i en serie sexuella positioner med ansiktsmasker föreställande profeten Muhammed och hans svärson Ali. Flera åhörare reagerade kraftigt på filmen, kallade den för pornografi och begärde att den skulle stoppas. När så inte skedde utbröt tumult. En 16-årig pojke rusade fram mot Vilks, men möttes istället av ett par poliser. Den väktare som gick emellan gjorde att konstnären fick en smäll och slog sönder sina glasögon. Vilks fördes i säkerhet av polis och säkerhetsvakter. Pojken åtalades och fälldes senare för våld mot tjänsteman. Polisen använde pepparsprej mot upploppsmakarna och ett antal personer greps. När poliserna meddelade att föreläsningen inte skulle återupptas jublade flera åhörare och skanderade "Muhammed rasulullah". Vilks gjorde om föreläsningen i sin helhet på Uppsala universitet den 7 oktober 2010.
Den 15 maj 2010 utsattes Vilks hem för mordbrand. Vilks var dock inte hemma vid tillfället. Den 6 juli 2010 inleddes rättegången mot de två bröder som åtalats för mordbranden. Bröderna nekade till att ha anlagt branden, men det fanns emellertid kvarglömda föremål på brottsplatsen som hade anknytningar till de två bröderna. De dömdes till tre respektive två års fängelse för försök till mordbrand, en dom som under hösten fastställdes av hovrätten.
Ett stort antal svenska dagstidningar rapporterade den 12 maj 2010 att Vilks hemsida hade hackats.
Den 11 december inträffade bombdåden i Stockholm 2010. I ett brev som skickats cirka tio minuter före explosionerna till Tidningarnas Telegrambyrå (TT) och Säkerhetspolisen (Säpo) anges Lars Vilks Muhammedteckningar och svenska folkets tystnad inför dessa som ett av motiven till terrordådet.  Samma månad försåg Säpo Vilks med dygnet-runt-bevakning.
Den 21 februari 2012 upprepades händelsen vid Uppsala universitet, men denna gång vid Karlstads universitet. Flera åskådare började kasta ägg och snöbollar under Lars Vilks föreläsning om yttrandefrihetens gränser när en karikatyr av profeten Muhammed visades. Efter tumultet stillats kunde Vilks återuppta och avsluta sin föreläsning.
I nummer 10/2013 av al-Qaidas nättidning Inspire listas Vilks tillsammans med tio offentliga personer som alla sägs eftersökas "döda eller levande för brott mot islam". Det är den Jemenbaserade gruppen ”Al Qaeda in the Arabian Peninsula” (AQAP) som ligger bakom tidskriften.
Vilks förmodas ha varit en av måltavlorna vid attentatet i Köpenhamn i februari 2015.

## Mediedebatten kring Vilks
Omfattande debatt i media har uppstått om Vilks konst och angreppen riktade mot honom, inte minst kring hans medverkan på organisationen Stop Islamization of Nations (SION:s) konferens i New York den 11 september 2012 – en organisation som anklagas för hatpropaganda mot muslimer. Kritiker betraktar Vilks konst som religionsmobbning och kränkning av en utsatt grupp och menar att han stärkte rasism och islamofobi men gör obetydliga bidrag för yttrandefriheten. Vilks försvarare har betraktat hans provokationer som ett befogat ställningstagande för yttrandefrihet och mot religiös fundamentalism. Försvararna menar att det i ett demokratiskt samfund ska finnas utrymme för kritik av religiösa samfund och religiöst förtryck och att satir eller provokativ konst som rör religion och religiösa personligheter är viktiga delar av yttrandefriheten. Vilks riktade främst sina provokationer mot islam, men även mot judendomen, och menade själv att konst handlar om kränkning.

## Död
Vilks omkom i en trafikolycka på E4 vid Markaryd den 3 oktober 2021. Han färdades i en av Säkerhetspolisens bepansrade civilbilar, tillsammans med två livvakter från Säpo som även de omkom, när fordonet kom över på motsatta sidan av motorvägen och frontalkrockade med en lastbil. Polisens undersökning av olyckan visade på att den orsakats av en däcksexplosion som i sin tur gjort att föraren förlorade kontrollen över bilen.

## Bildgalleri

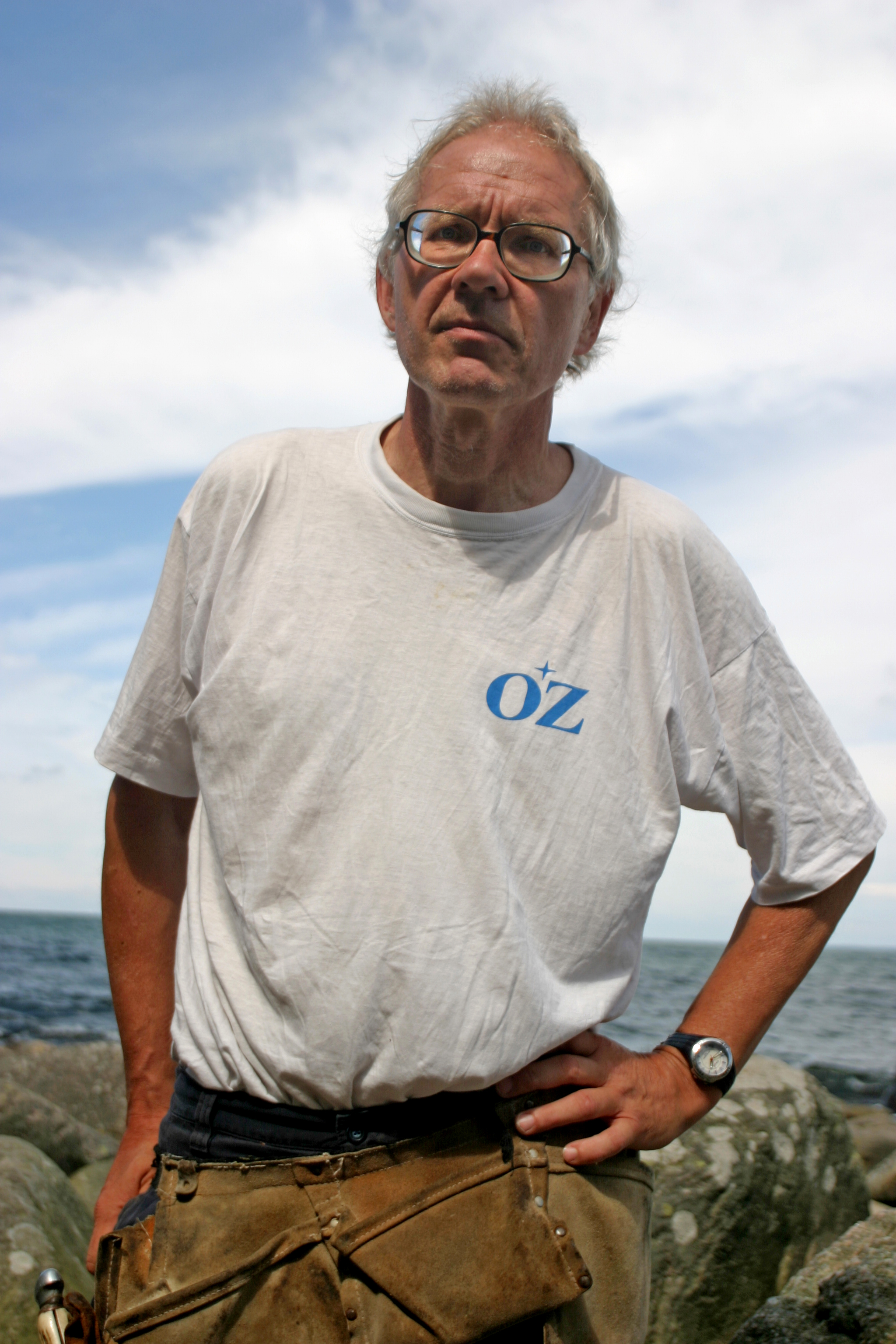
Lars Vilks 2005.
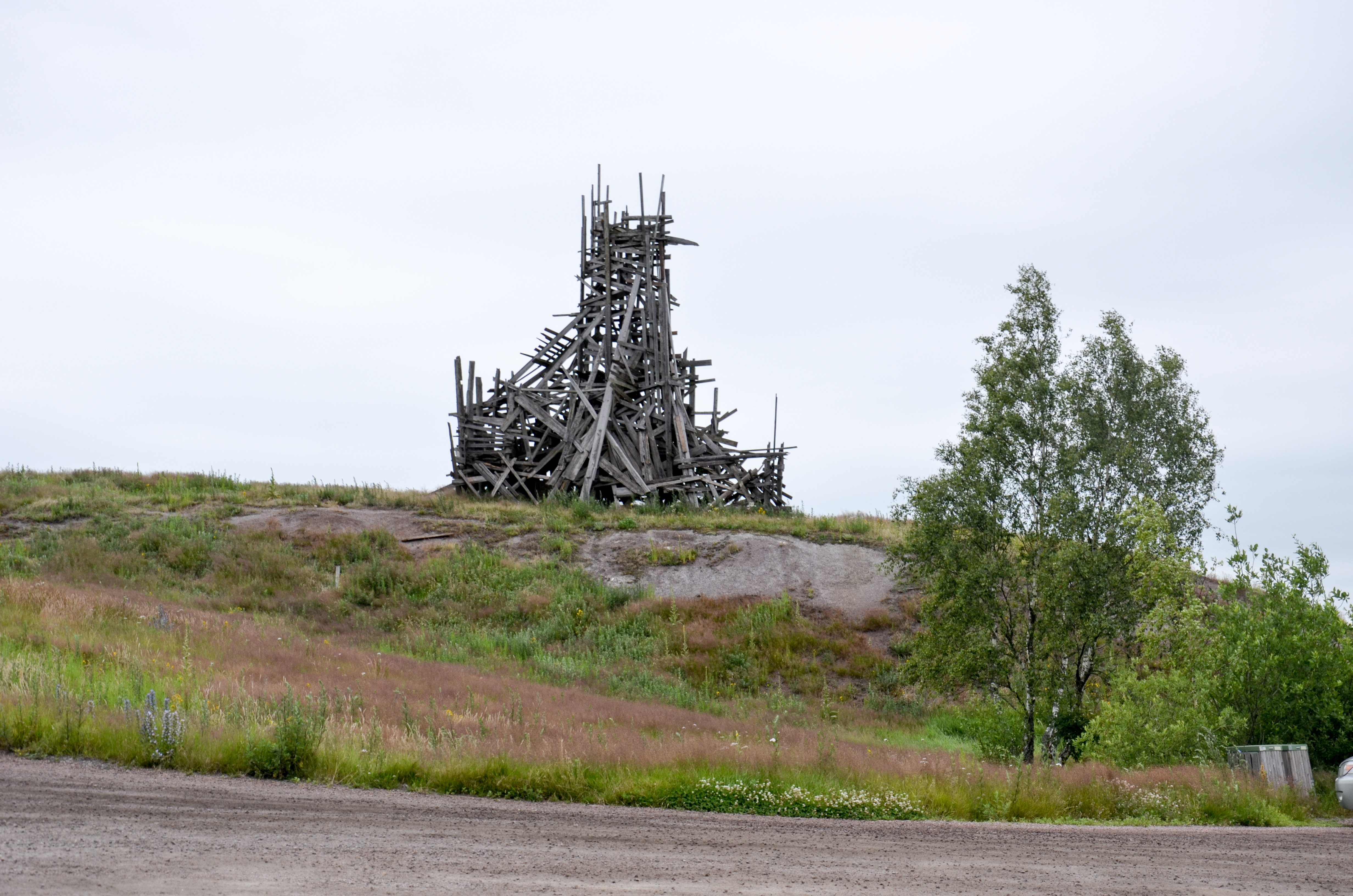
Waaaall, 1998, Konst på Hög (nedbrunnen 2019).
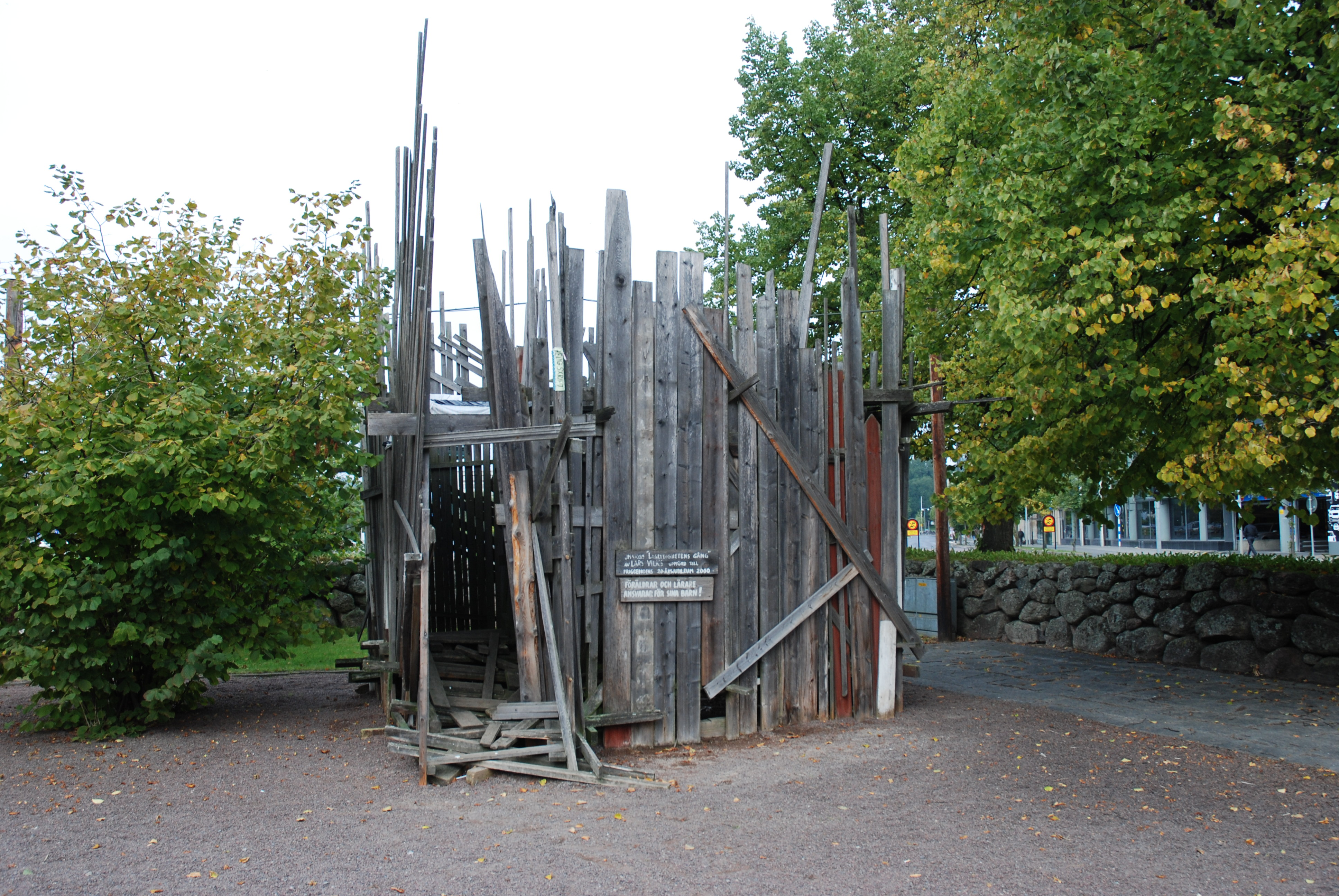
Laglydighetens gång, 2000, Jönköpings länsmuseum.
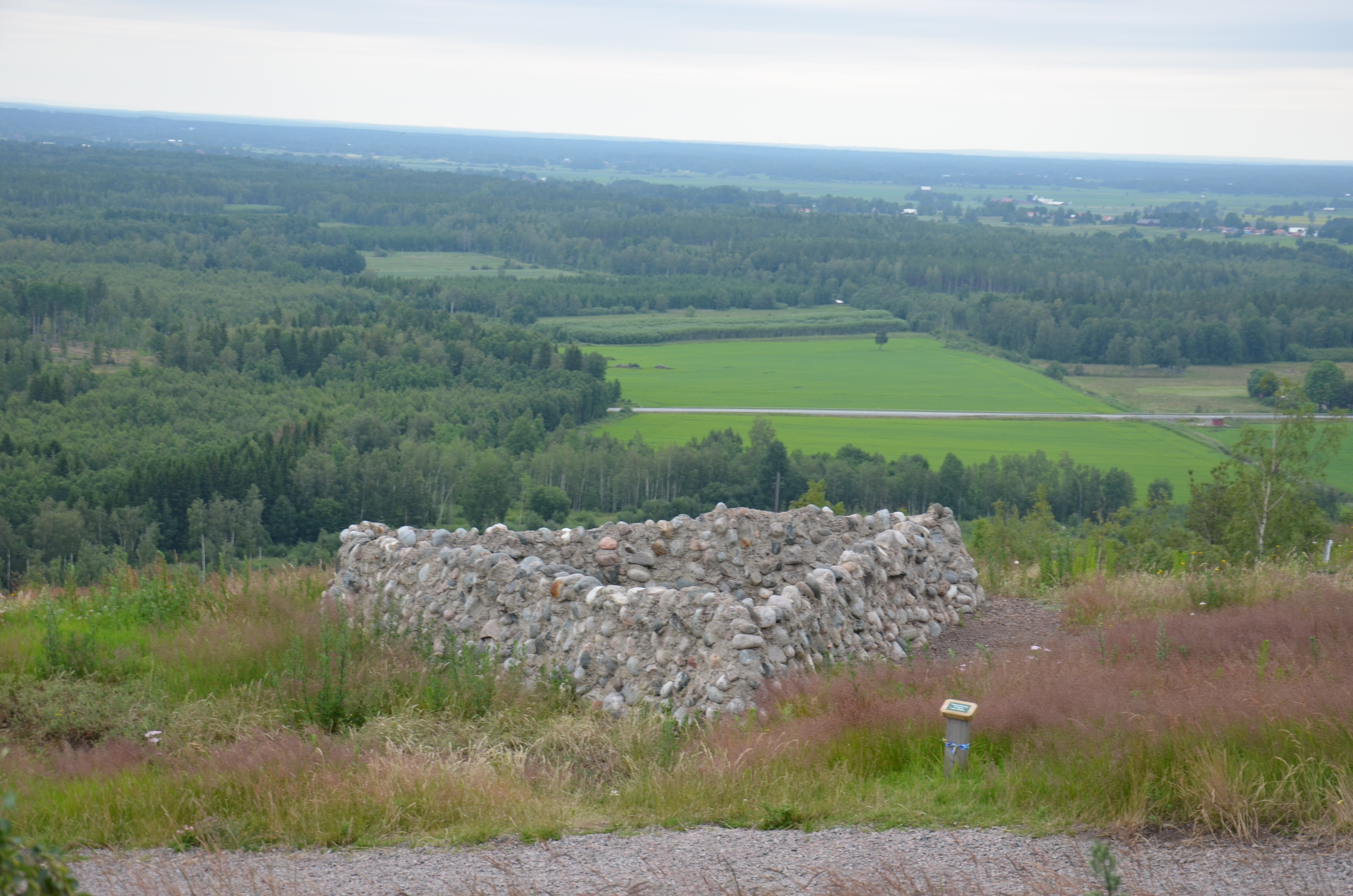
Hesperidernas trädgård, 2006, Konst på Hög.
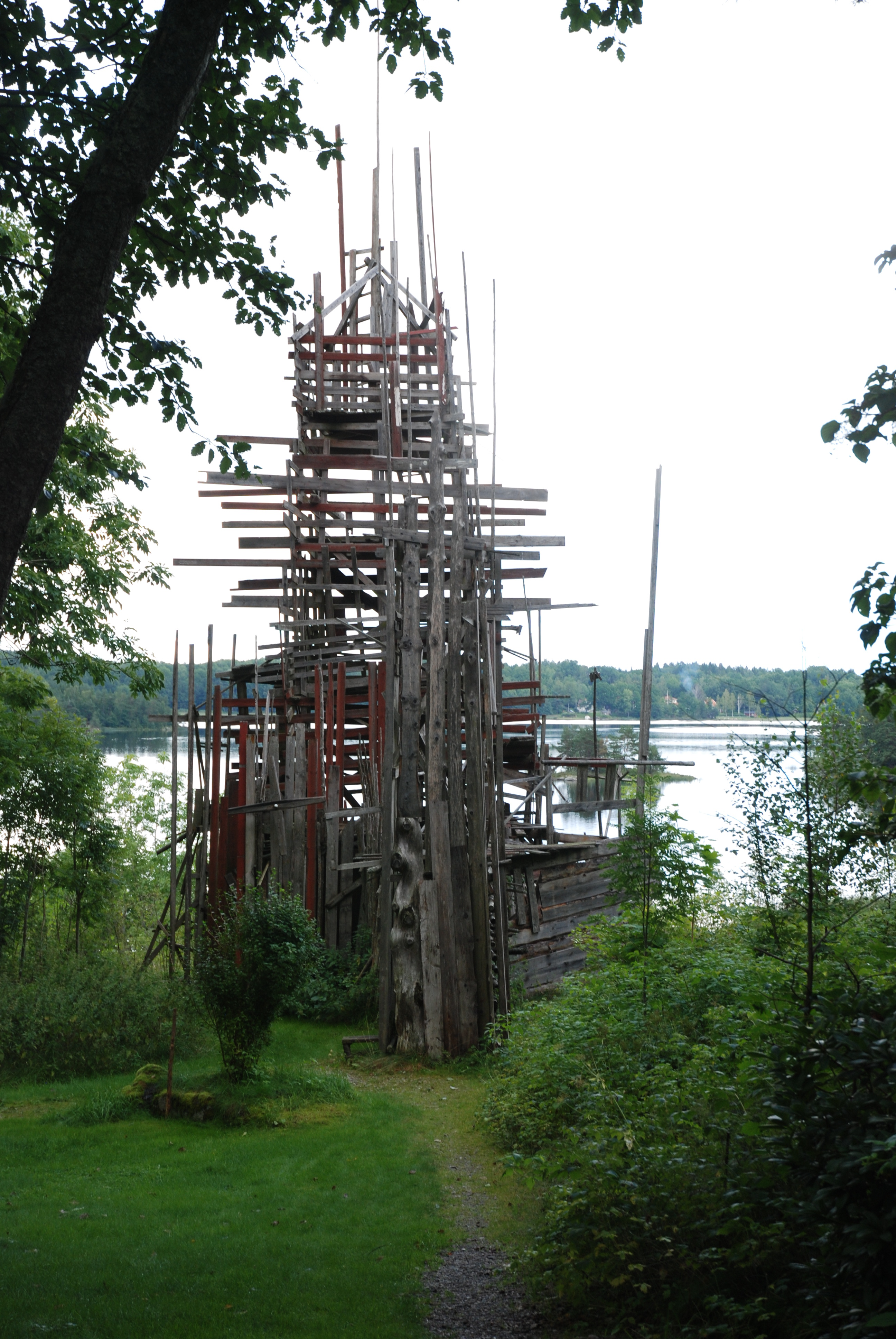
Dalonien (2004–2016) utanför Dalslands konstmuseum.
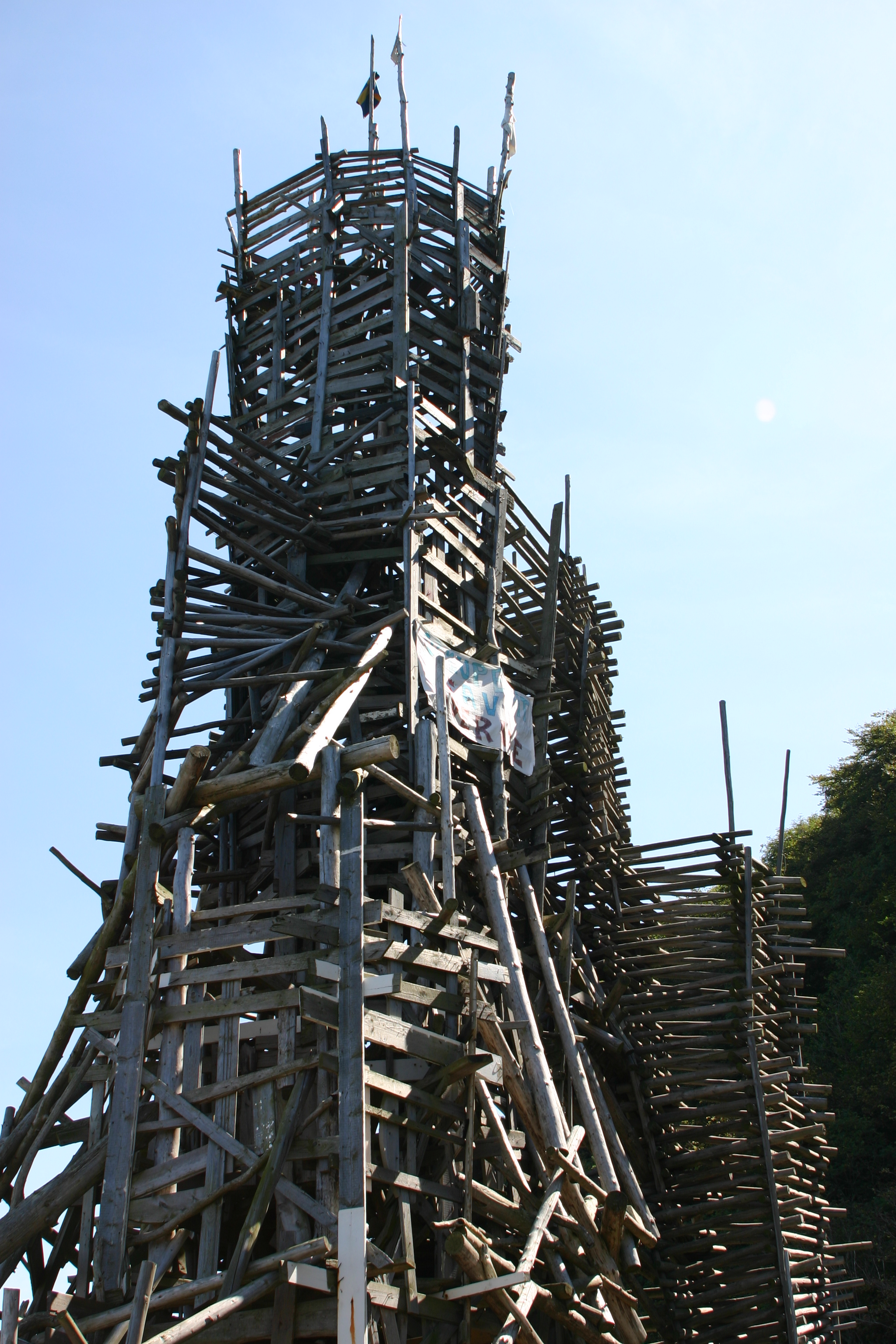
Nimis 2004.
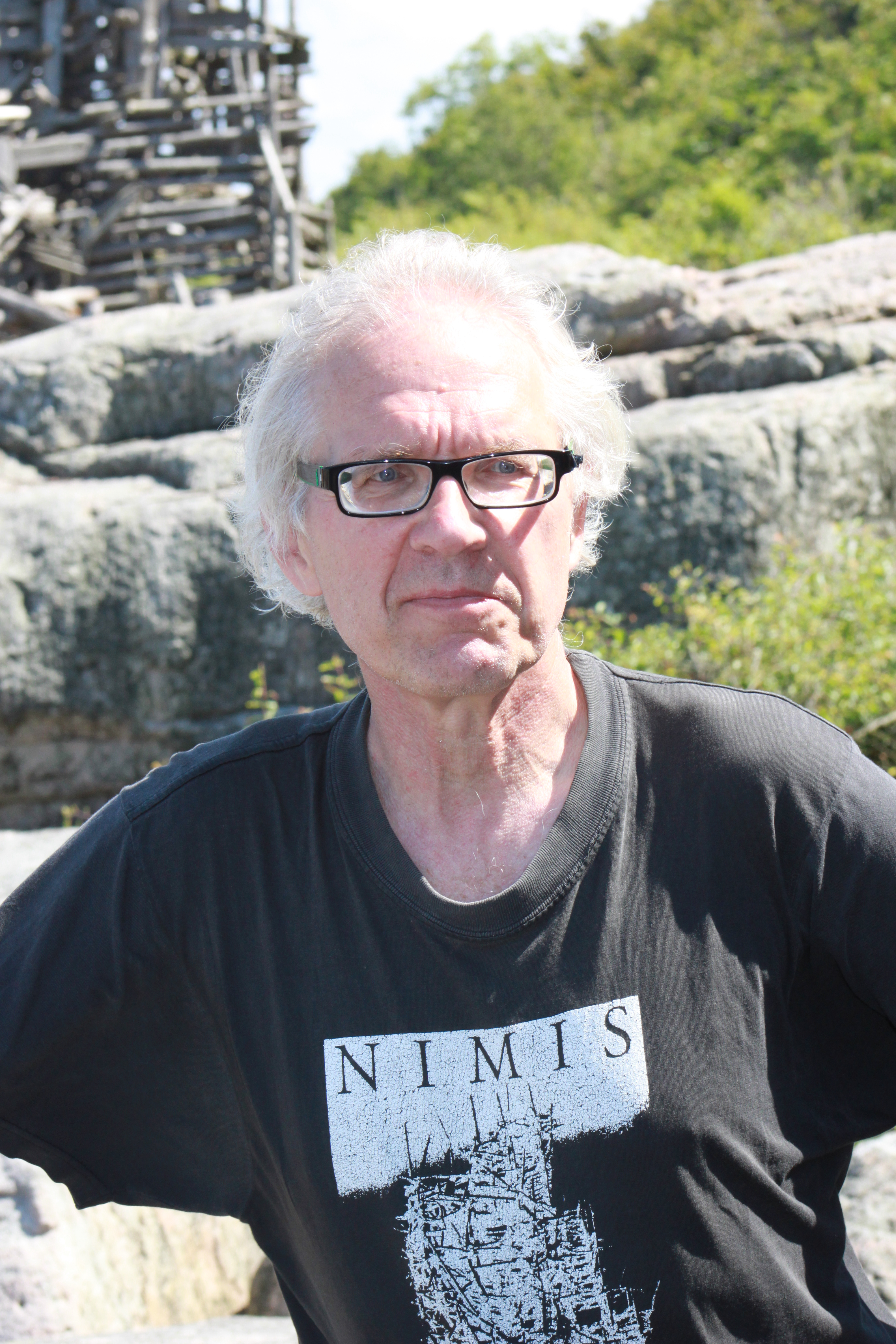
Lars Vilks 2011.